# Tschagatai Khan

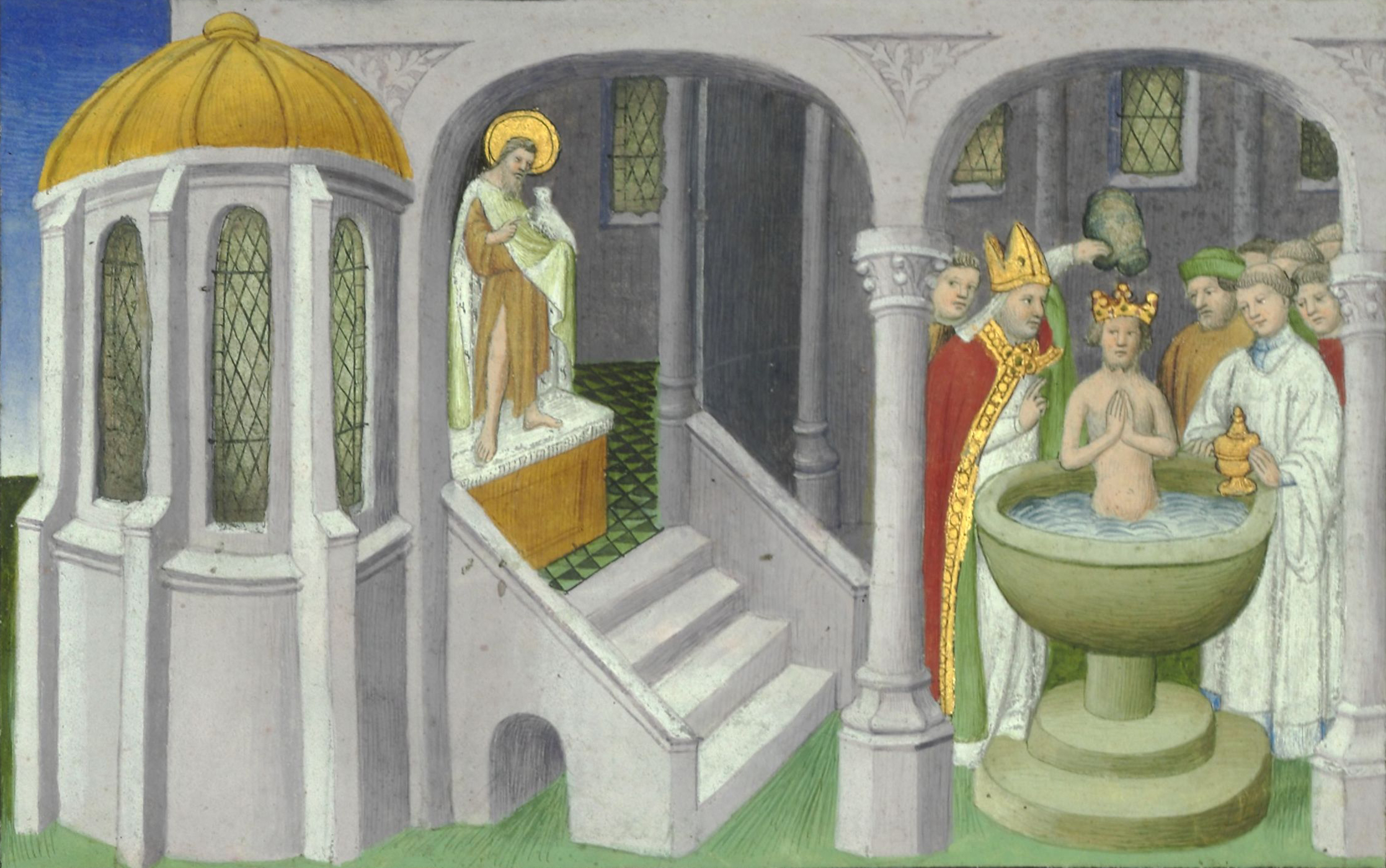
Die christliche Taufe Tschagatais

Tschaghatai Khan oder Tschagatai Chan (auch Chagatai, mongolisch ᠴᠠᠭᠠᠲᠠᠢ Tsagadaj, persisch جغتای Dschoghatai; * um 1186; † 1242) war der zweite Sohn Dschingis Khans und ist der Ahnherr zahlreicher mittelasiatischer Fürsten bis hinein ins 16. Jahrhundert. Er ist als strenger Hüter der Jassa überliefert.
Tschagatai hatte insgesamt drei leibliche Brüder, Dschötschi, Ögedai und Tolui, dazu weitere Halbbrüder und adoptierte Brüder. Er hatte mit seiner Frau Sewintsch Yesülun drei Söhne: Mö'etüken († 1221), Belgeschi und Yesü Möngke († 1252) – Khan des Tschagatai-Chanats; mit weiteren Frauen hatte er weitere Kinder: Mochi Yebe – seinen ältesten Sohn, Baidar – Feldherr in der Schlacht von Liegnitz, Qadaqai (oder Sarban?) und Baiju. Wie seine Brüder nahm Tschagatai an den Feldzügen seines Vaters gegen das Jin-Reich (1211–1215) und gegen Choresmien (1219–1224) – mit der Eroberung Turkestans – teil.
Nach dem Tod des Vaters wurden auf dem eigens 1229 einberufenen Kuriltai alle eroberten Gebiete unter den drei leiblichen Brüdern und den Nachkommen des 1227 verstorbenen vierten leiblichen Bruders Dschötschi aufgeteilt. Tschagatai erhielt das Land am Ili und Tschüi, aus dem das Tschagatai-Khanat wurde. Dieser „Tschagatai-Ulus“ wurde von der von ihm begründeten Dynastie der Tschagataiden beherrscht. Als ältester lebender Sohn und Oberhaupt des Hauses nahm er am 13. September 1229 an der Inthronisation seines Bruders Ögedei teil.
Sein Heerlager unterhielt er in der Nähe der Stadt Almaliq. Nach dem Verlust der westlichen Gebiete wurde aus dem Tschagatai-Chanat das Östliche Tschagatai-Khanat, das Land wurde „Mogulistan“ (persisch für Land der Mongolen) genannt.
1242 starb er. Als Herrscher über das Tschagatai-Khanat folgte ihm sein Enkel Qara Hülegü. Dessen Vater Möetüken war der älteste Sohn Tschagatais. Tschagatai war Anhänger des Tengrismus.

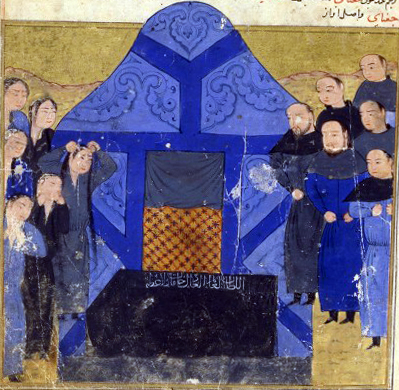
Begräbnis von Tschagatai Chan.

Die Tschagataische Sprache ist nach ihm bzw. dem Chanat benannt.